# Husum (commune d'Örnsköldsvik)
Husum est une localité de la commune d'Örnsköldsvik dans le comté de Västernorrland en Suède.
Sa population était de 1 553 habitants en 2019.